# Thiéblemont-Farémont
Thiéblemont-Farémont település Franciaországban, Marne megyében. Lakosainak száma 512 fő (2022. január 1.). Thiéblemont-Farémont Favresse, Écriennes, Haussignémont, Heiltz-le-Hutier, Matignicourt-Goncourt és Orconte községekkel határos.

## Népesség
A település népessége az elmúlt években az alábbi módon változott:
| Lakosok száma | 405  | 579  | 587  | 535  | 557  | 557  | 541  | 527  | 518  | 512  |
|               | 1968 | 1982 | 1990 | 2006 | 2013 | 2015 | 2017 | 2019 | 2020 | 2022 |